# Cuvat
 Cuvat  es una población y comuna francesa, en la región de Ródano-Alpes, departamento de Alta Saboya, en el distrito de Annecy y cantón de Annecy-le-Vieux.

## Demografía
| 190 | 212 | 291 | 360 | 518 | 770 |
| Para los censos de 1962 a 1999 la población legal corresponde a la población sin duplicidades (Fuente: INSEE [Consultar]) |     |     |     |     |     |